# Björn Þórðarson
Björn Þórðarson (pisownia uproszczona: Björn Thordarson, ur. 6 lutego 1879, zm. 25 października 1963) – premier Islandii w okresie od 16 grudnia 1942 do 21 października 1944, w okresie istnienia jego rządu Królestwo Islandii zostało przekształcone w republikę i ogłosiło pełną niepodległość od Królestwa Danii.